# Protonarthron
Protonarthron is een kevergeslacht uit de familie van de boktorren (Cerambycidae). De wetenschappelijke naam van het geslacht werd voor het eerst geldig gepubliceerd in 1858 door Thomson.

## Soorten
Protonarthron omvat de volgende soorten:
- Protonarthron diabolicum Thomson, 1858
- Protonarthron dubium Hintz, 1911
- Protonarthron fasciatum Breuning, 1936
- Protonarthron gracile Breuning, 1936
- Protonarthron indistinctum Breuning, 1940
- Protonarthron microps (Jordan, 1903)
- Protonarthron olympianum Aurivillius, 1913
- Protonarthron subfasciatum Jordan, 1894